# تانگا ۱۵۹۵
سیارک ۱۵۹۵ (به انگلیسی: 1595 Tanga، نامگذاری:1930ME) هزار و پانصد و نود و پنجمین سیارک کشف شده‌است که در ۱۹ ژوئن ۱۹۳۰ کشف شد.
قدر مطلق سیارک برابر ۱۲٫۰۲ است.